# Verbena megapotamica
Verbena megapotamica — вид трав'янистих рослин родини Вербенові (Verbenaceae), поширений у пд. Бразилії, пн.-сх. Аргентині, Уругваї, Парагваї.

## Опис
Трава з дерев'янистою основою, коротко жорстко притиснуто волосиста, стебла вертикальні, іноді лежачі. Листки коротко черешкові, черешок 10–15 мм, листові пластини 25–70 × 8–12 мм, цілісні, від еліптичних до вузько-яйцеподібних, верхівка гостра або тупа, основа клиноподібна, поля зубчасті, коротке жорстке притиснуте волосся на обох поверхнях.
Суцвіття — щільні багатоквіткові колоски, не збільшені в плодоношенні. Квіткові приквітки 3–5 мм, яйцюваті з гострою верхівкою, короткі жорсткі притиснуті волоски, поля війчасті. Чашечка довжиною 10–12 мм, коротко жорстко притиснуто волосиста, зубчики 0.5 мм. Віночок фіолетовий, 13–16 мм, зовні з залозистими волосками на верхівковій частині.

## Поширення
Поширений у пд. Бразилії, пн.-сх. Аргентині, Уругваї, Парагваї.
Населяє вологі ґрунти, луки, галерейні ліси та узлісся, на низьких висотах.